# South Park
South Park és una sèrie d'animació creada per Matt Stone i Trey Parker. Va ésser distribuïda originàriament per Comedy Central des de 1997, seguint les aventures surrealistes d'una colla de quatre nens (Stan Marsh, Kyle Broflovski, Eric Cartman, i Kenny McCormick) que viuen a la petita ciutat de South Park, a Colorado. South Park satiritza molts dels aspectes de l'American Way of Live, la cultura i l'actualitat estatunidenca, aprofundint en els més forts valors i tabús, parodiant-los amb fortes dosis d'humor negre i molts renecs.
La sèrie es caracteritza per un seguiment de l'actualitat més recent. Així, per exemple, es va emetre un episodi parodiant la repatriació fictícia de cinc nenes romaneses al mateix temps que esdevenia el conflicte amb la repatriació real d'Elián González a Cuba. A un episodi emès després dels atacs de l'11 de setembre de 2001, els nens eren transportats a l'Afganistan, on es trobaven Osama bin Laden.
La producció South Park és molt ràpida. Usualment, els capítols es completen en menys d'una setmana, i són llançats quasi immediatament. South Park és una de les sèries d'animació amb més història a la televisió estatunidenca, juntament amb Els Simpsons.

## Història de la sèrie
South Park començà el 1992, tot i que no s'emetria fins al 1997, quan Parker i Stone, aleshores estudiants de cinema a la Universitat de Colorado, crearen un curt animat anomenat Jesus vs. Frosty. Aquest cruent i sanguinolent curtmetratge incloïa personatges prototípics com els que apareixerien més tard a la sèrie i, fins i tot, hi apareix un nen semblant a Cartman, aleshores anomenat Kenny.
Alguns executius de la Fox Broadcasting Company van veure el film i, el 1995, animaren Parker i Stone a crear un segon curt per enviar-lo als seus amics com a targeta de felicitació nadalenca. Sota el títol de The Spirit of Christmas, apareix el segon curt amb un estil molt i molt proper al de la sèrie definitiva. La història consistia en un duel d'arts marcials i la posterior treva entre Jesús i el Pare Noël per discutir sobre l'autèntic significat de Nadal. El vídeo fou un èxit i va ésser distribuït ràpidament per Internet. Açò portà els creadors a negociar per a la creació de la sèrie, primer amb la Fox i més tard amb Comedy Central, on definitivament la sèrie fou emesa el 13 d'agost de 1997.
La sèrie, provocativa, de vegades ofensiva i orientada al públic adult, va provocar ràpidament les protestes de certs grups d'opinió als Estats Units, de manera que els productes de marxandatge de South Park (com ara les samarretes) foren prohibides als centres educatius i a altres llocs públics. No era aquesta la primera vegada que ocorria una situació així, de fet, a principis de la dècada del 1990, les samarretes de Bart Simpson foren també prohibides, acusades d'incitar a la delinqüència juvenil. Comedy Central va defensar la sèrie alegant que estava destinada a audiències adultes i que s'emetia exclusivament als horaris nocturns.
L'any 99 els creadors de la sèrie llançaren la pel·lícula de South Park, amb el títol South Park: Bigger, Longer & Uncut (South Park: més gran, més llarg i sense censura) rebent bones crítiques. El film pretenia autosatiritzar-se, pel revolt que havia provocat a les morals conservadores americanes. Alhora, presentava un sincer tribut al cinema musical, amb nombrosos números musicals, que fins i tot li va valer una nominació als Oscars. Tot i això, Phil Collins guanyà l'Oscar a la millor cançó original amb "You'll Be In My Heart" per al Tarzan de Disney, a qui després parodiarien en la sèrie de televisió.